# Объединённая лумумбистская партия
Объединённая лумумбистская партия (Партия объединённых лумумбистов, фр. Parti Lumumbiste Unifié, PALU) — левая политическая партия Демократической Республики Конго. 
Партия названа в честь Патриса Лумумбы, первого главы правительства Республики Конго 1960 после обретения страной независимости от Бельгии.
Её возглавлял давний соратник Лумумбы Антуан Гизенга, который занял третье место во время президентских выборов 2006, после чего был назначен на пост премьер-министра страны. В 2008 Гизенга вышел в отставку по состоянию здоровья, и его сменил однопартиец Адольф Музито, после отставки которого в 2012 должность временно занимал ещё один член PALU, Луи Альфонс Кояжало.
В 2007 году партия получила только 2 места в Сенате из 108, зато в нижней палате располагает 34 местами из 500.
В декабре 2014 года партия стала ассоциированным членом Социнтерна.
3 октября 2018 года PALU и её парламентские союзники покинули парламентскую коалицию, поддерживающую президента Жозефа Кабилу, в преддверии грядущих выборов.